# Thomas Schumacher (Sozialpädagoge)
Thomas Schumacher (* 1959 in Ebern) ist Sozialpädagoge, Autor und Professor für Philosophie in der Sozialen Arbeit an der Katholischen Stiftungshochschule München.

## Leben und Werk
Schumacher studierte Philosophie und Religionsgeschichte an der Universität Freiburg im Breisgau und anschließend Sozialpädagogik an der Universität Landshut. Nach seiner Promotion zum Dr. phil. im Jahr 1992 war er in der stationären Jugendhilfe tätig.
Schumacher ist Professor für Philosophie in der Sozialen Arbeit an der Katholischen Stiftungshochschule München. Er ist zudem Mitglied der Ethik-Kommission des Deutschen Berufsverbands für Soziale Arbeit (DBSH).
Schumachers Arbeits- und Forschungsschwerpunkte sind:
- die Ethik und die Berufsethik der Sozialen Arbeit,
- das Verständnis Sozialer Arbeit als Wissenschaft und Profession.

## Veröffentlichungen
Buchveröffentlichungen als Autor:
- Theodizee: Bedeutung und Anspruch eines Begriffs. Freiburg (Breisgau), Universität 1994 (Dissertation).
- Soziale Arbeit als ethische Wissenschaft: Topologie einer Profession. Bildung – Soziale Arbeit – Gesundheit, Band 11. Katholische Stiftungshochschule München / Lucius & Lucius Verlagsgesellschaft, Stuttgart 2007, ISBN 978-3-8282-0421-8.
- Lehrbuch der Ethik in der Sozialen Arbeit. Beltz Juventa, Weinheim und Basel 2013, ISBN 978-3-7799-1963-6.
- Mensch und Gesellschaft im Handlungsraum der Sozialen Arbeit. Ein Klärungsversuch. Beltz Juventa, Weinheim und Basel 2018, ISBN 978-3-7799-3739-5.

Buchveröffentlichungen als Herausgeber:
- Die Soziale Arbeit und ihre Bezugswissenschaften. Dimensionen Sozialer Arbeit und der Pflege, Band 12. Katholische Stiftungshochschule München / Lucius & Lucius Verlagsgesellschaft, Stuttgart 2011, ISBN 978-3-8282-0545-1.